# Флай (река)
Флай (англ. Fly River) — река на острове Новая Гвинея. Большая часть реки протекает по территории Западной провинции Папуа — Новой Гвинеи, лишь небольшая часть реки служит государственной границей с Индонезией. Является второй по длине и полноводности рекой острова после Сепика, хотя уступает ей по длине всего лишь на 6 км. Длина реки составляет 620 км (1100 км или 1120 км), а площадь бассейна — 64 400 км² (69 900 км² или 76 000 км²). Среднемноголетний расход воды — 4450 м³/с.
Исток реки находится в горах Стар на высоте примерно в 3000 м недалеко от истока реки Сепик, берущей своё начало в горах Виктор-Эммануил. Течёт в южном, а затем в юго-восточном направлении, впадая в залив Папуа. Верховья реки находятся в высокогорной местности; в срединной и нижней части Флай течёт по обширным новогвинейским равнинам. Река является судоходной вплоть до города Киунга, который расположен примерно в 800 км от устья реки. В устье образуется крупный эстуарий шириной в 56 км. Общая же площадь дельты составляет 7100 км² при средней глубине в 8 м. Ввиду того, что в этом месте в залив смывается большое количество почвы и других седиментов, которые переносит река, в эстуарии расположено большое количество островов, крупнейшие из которых Киваи, Пуруту, Вабуда, Аибинио, Мибу и Домори.
Основные притоки Флая — реки Стрикленд и Ок-Теди. Климатические условия (прежде всего количество осадков) сильно разнятся на протяжении всего течения Флая. В верховьях реки климат очень влажный: здесь выпадает до 10 000 мм осадков, при этом сезоны дождей и засух не выделяются. В срединной и нижней части количество осадков зависит от муссонов и пассатов, поэтому они непостоянны. В целом же, в этом районе выпадает не менее 3500 мм осадков.
Европейским первооткрывателем реки стал британский капитан судна «Флай» Фрэнсис Прайс Блэквуд, который исследовал западное побережье залива Папуа в 1842 году. Именно в честь его судна река и получила своё современное название. В 1876 году реку исследовал итальянский путешественник Луиджи Мария д’Альбертис, который продвинулся вглубь острова Новая Гвинея примерно на 900 км на своём пароходе «Нева».